# Yoshihiro Fujita
Yoshihiro Fujita (jap. 藤田芳弘 Fujita Yoshihiro; ur. 12 kwietnia 1952 w prefekturze Tokushima) – japoński zapaśnik w stylu klasycznym. 

## Kariera sportowa
Srebrny medalista Igrzysk Azjatyckich w 1974. Szósty w Pucharze Świata w 1982.
- 7. miejsce Igrzysk Olimpijskich w 1984. 
  - Przegrane z Gregiem Gibsonem (USA) i Jožefem Tertei (Jugosławia).